# Вільгельмівка
Вільгельмівка — село Горохівського району Волинської області. Колишня колонія у Володимирському повіті в гміні Скобелка. Село відсутнє в офіційних джерелах.

## Історія
Вільгельмівка — село феноменальне не лише в нашому краї, а й в усій Україні. Як вдалося з'ясувати з Пояснювальної записки до проекту Постанови Верховної Ради України "Про довідник «Україна. Адміністративно-територіальний устрій», таких населених пунктів у країні є всього три. Вільгельмівка (Волинська область, Горохівський район), Жовтневе (Житомирська область, Коростишівський район) і Тетянівка (Київська область, Білоцерківський район) становлять особливу групу відсутніх в офіційному обліку населених пунктів. У це годі повірити, та жителі цих сіл мають реєстрацію, земельні сертифікати та свідоцтва про права власності на нерухоме майно з назвами неіснуючих на офіційному рівні населених пунктів! Тобто будь-якої миті може прийти якийсь дядько з райдержадміністрації і сказати: «Виселяйтеся, це не ваша власність». Прикро, але в цьому сенсі жителі не захищені. Тому похапцем збирають потрібні документи для перереєстрації нерухомості.
Коли ж я розповів тамтешнім мешканцям, що їхнього села нема на карті, вони почали крутити пальцем біля скроні: «Як це нема? Он у нас навіть автобусна зупинка є. А за кілька кілометрів є велике село Блудів (давня назва сучасного Мирного. — Авт.), то в нього такої зупинки на дорозі нема». Аргумент переконливий, нічого не вдієш, проте від цього нікому не легше.
Уже під час тривалої розмови дізнаюся, що в паспорті у молодших вільгельмівців стоїть штамп прописки «село Софіївка», квиток на автостанції «Горохів» і на автовокзалі «Луцьк» їм продають до зупинки «Вільхівка», а в квитанціях на оплату за електроенергію чомусь фігурує напис… «Берестечко». Чудасія та й годі. Попри те, що село розкинулося по обидва боки траси Луцьк — Львів, нині воно офіційно значиться як вулиця Софіївки. Хоча ті жителі Вільгельмівки, з якими спілкувався, були здивовані цієї новиною.
Так, щоби дістатися до найближчого магазину, треба подолати п'ять кілометрів до Шклиня чи до Вільхівки. Роботи, крім власного господарства, певна річ, також тут немає, тому мешканці працюють або на сільськогосподарському підприємстві у Вільхівці, або за десять кілометрів у Звинячах. Однак у селі росте п'ять діток. Школи нема, але учнів возить шкільний автобус. Ті десять хат, що є, ще більше оживають влітку, коли з'їжджаються родичі та діти. Також селяни тішаться, що районна влада встановила такі нові електороопори та проводи, яких і в Софіївці нема. Одне слово, оптимізму вільгельмівцям не позичати, і вони аж ніяк не вважають свій населений пункт депресивним.
Хати тут переважно ще чеські, адже у сиву давнину ці землі були у власності чеського пана, який мав сина Вільгельма та доньку Софію. От він і поназивав сусідні поселення на честь дітей — Вільгельмівка та Софіївка. Документальні джерела свідчать, що іноземна назва Вільгельмівка нікому не заважала, поки за справу не взялися совіти після Другої світової війни. Спочатку етнічні чехи, побоюючись стати «ворогами народу», втекли на батьківщину, а потім партійні ідеологи намагалися переселити на цю територію холмщаків та лемків у 1945—1948 роках. Але надовго у Вільгельмівці гості не затрималися, бо покинули свої напівзруйновані хати і переїхали жити в сусіднє село Новоселки Чеські. Ось так село раптово поменшало, стало неперспективним й відтоді офіційно з реєстрів зникло. Коли точно його викреслили з переліку — ніхто казати не береться. Проте старші люди розповіли, що в 1970-х його вже не було. Очевидно, десь після різкого виселення чехів, а згодом холмщаків та лемків, про Вільгельмівку воліли не згадувати.
Хай там як, але воно існуватиме в серцях горохівчан, які, попри всі обставини, все-таки встановлювали дорожні знаки та автобусну зупинку із написом «Вільгельмівка». Бо ж нинішня вивіска точно не стара. Отак кожен, хто мандрує із Луцька на Горохівщину чи Львівщину, навіть не підозрює, що автобус зупиняється на зупинці населеного пункту, якого не існує.